# 정천석
정천석(鄭千錫, 1952년 4월 1일~)은 대한민국의 정치인이다. 민선 4·5·7기 울산 동구청장이다.

## 학력
- 화진초등학교 졸업
- 방어진중학교 졸업
- 경남공업고등학교 졸업

## 경력
- 일산새마을 금고 설립 및 상무(1982~1987)
- 울산지역사회연구회 회장(1986~1987)
- 민주연합청년동지회(연청) 울산지회장(1987~1989)
- 제13대 총선 출마(1988년)
- 울산지역 양심수후원회 회장(1987~1992)
- 제4대 경상남도 도의원(1991.04~ 1995.04)
- 경상남도 조례정비특별위원회 위원(1993~1994)
- 한국환경사회정책연구소 이사(1996~1998)
- 일산새마을금고 이사장(1996~1999)
- 한국사회환경정책연구소 이사(1996~1998)
- 일산새마을금고 이사장(1996~1999)
- 김대중대통령후보 울산광역시 선거본부장(1997)
- 울산지역사회연구회 회장
- 한국윤활유공업협회 상근부회장
- 동울산청년회의소 특우회장
- 울산광역시 동구문화원 자문위원(2006.02)
- 2006.07~2010.06 제4대 울산 동구청장(민선, 무소속→한나라당)
- 2010.07~2010.12.09 제5대 울산 동구청장(민선, 한나라당)
- 늘봄 퇴직자 협동조합 설립 및 이사장
- 2017.03.29 더불어민주당 입당
- 더불어민주당 문재인 대통령후보 공동선대위원장
- 2018.07~2022.06: 제8대 울산광역시 동구 구청장
- 2018.09~2020.09: 전국시장·군수·구청장협의회 부회장 겸 울산 협의회장
- 2020.09~2022.01: 전국시장·군수·구청장협의회 부회장 겸 지역공동회장 겸 울산 협의회장
- 2020.07~2022.06 더불어민주당 울산시당 동구 지역위원장 직무대행
- 2022.12~복지가족진흥사회서비스원 원장

## 범죄전력
- 노동쟁의조정법위반: 벌금 2백만원 - 1989년 5월 26일 선고[1]
- 공직선거법위반: 벌금 5백만원 - 2010년 5월 18일 선고[1]

### 21대 국회의원 선거 관련 공직선거법 위반
제21대 총선을 앞둔 2019년 12월 울산 동구청에서 열린 모 입후보 예정자의 출판기념회와 북구청에서 열린 현직 국회의원 의정 보고회, 그리고 2020년 1월 동구청에서 열린 또 다른 입후보 예정자의 출판기념회에서 확성장치로 지지 발언을 한 혐의(공직선거법 위반)로 기소되었다. 2021년 1월 15일 울산지법에서 열린 1심에서 3건 모두 유죄로 인정되어 벌금 500만 원을 선고받았다. 그러나 2021년 9월 8일 부산고법에서 열린 2심에서는 북구청에서 현직 국회의원을 지지 발언한 혐의에 대해서만 유죄가 인정되어 벌금 80만 원으로 감형되었다.

### 예산으로 선거구민에게 금품 제공
2018년 6월 13일 실시된 제7회 전국동시지방선거에서 정천석은 울산광역시 동구청장으로 당선(더불어민주당 공천)되었다. 지방자치단체의 장은 당해 선거구 안에 있는 자에 대하여 기부행위를 할 수 없다. 그럼에도 정천석은 2019년 7월 17일 13시 11분 경 울산 동구 B식당에서 ‘더불어민주당 원로 고문 오찬 모임’ 명목으로 모인 더불어민주당 당원이자 울산 동구 호남향우회 고문인 C 등 9명에게 F31만 5,000원 상당의 술과 음식을 제공하였다.이로써 정천석은 당해 선거구 안에 있는 자에 대하여 기부행위를 하였다.
정천석은 비서 D를 통해 구청장 업무추진비 신용카드로 식대를 결제하였으며, 평소에도 구청장 업무추진비 용도의 신용카드를 가지고 참석하는 오찬 또는 만찬 행사의 식대를 위 신용카드로 결제하여 왔다.
2022년 5월 20일 울산지방법원 제12형사부는 공직선거법위반 죄로 정천석에게 벌금 80만원을 선고하였다.

## 역대 선거 결과
|  | 4.75% |

|  | 30.2% |

|  | 19.93% |

|  | 27.32% |

|  | 23.79% |

|  | 25.90% |

|  | 41.70% |

|  | 51.33% |

|  | 43.60% |

|  | 0% |